# Parafia św. Sebastiana w Niedźwiedziu
Parafia św. Sebastiana w Niedźwiedziu – parafia rzymskokatolicka należąca do dekanatu Mszana Dolna archidiecezji krakowskiej.
Parafia została erygowana w 1605, a jej pierwszym kościołem parafialnym został drewniany kościółek ufundowany przez Sebastiana Lubomirskiego. Swoim zasięgiem obejmuje prawie całą wieś Niedźwiedź (kilka domów należy do parafii w Koninie).
Parafia pozostaje pod zarządem księży diecezjalnych.
Odpust parafialny obchodzony jest dwukrotnie:
- 20 stycznia - w dniu liturgicznego wspomnienia św. Sebastiana;
- w pierwszą niedzielę października - święto Matki Bożej Różańcowej.